# Gasebo
Gasebo är ett vattendrag i Burundi.   Det ligger i provinsen Muramvya, i den centrala delen av landet, 50 kilometer öster om huvudstaden Bujumbura.
Omgivningarna runt Gasebo är en mosaik av jordbruksmark och naturlig växtlighet. Runt Gasebo är det tätbefolkat, med 411 invånare per kvadratkilometer.